# Discographie de Green Day
La discographie de Green Day présente l'ensemble des enregistrements officiels du groupe de Punk Rock Américain Green Day formé en 1987 à Berkeley en Californie. Le trio est composé de Billie Joe Armstrong (chant, guitare, harmonica, piano), Mike Dirnt (basse, chœurs) et Tré Cool (batterie, percussions). Le groupe a sorti 14 albums studio depuis 1990 et vendu près de 90 millions d'albums dans le monde.

## Enregistrements en studio

### Albums
| Année | Album                       | Label    | Plus haute position dans les palmarès | Plus haute position dans les palmarès | Plus haute position dans les palmarès | Plus haute position dans les palmarès | Plus haute position dans les palmarès | Plus haute position dans les palmarès | Plus haute position dans les palmarès | Plus haute position dans les palmarès | Plus haute position dans les palmarès | Plus haute position dans les palmarès | Plus haute position dans les palmarès | Plus haute position dans les palmarès | Plus haute position dans les palmarès | Plus haute position dans les palmarès | Plus haute position dans les palmarès | Certifications         | Certifications         | Certifications    | Certifications         |
| Année | Album                       | Label    | Drapeau des États-Unis                | Drapeau de l'Australie                | Drapeau de l'Autriche                 | Drapeau de la Belgique                | Drapeau du Canada                     | Drapeau du Danemark                   | Drapeau de la France                  | Drapeau de l'Allemagne                | Drapeau de l'Irlande                  | Drapeau de l'Italie                   | Drapeau du Japon                      | Drapeau des Pays-Bas                  | Drapeau de la Nouvelle-Zélande        | Drapeau de la Suisse                  | Drapeau du Royaume-Uni                | Drapeau des États-Unis | Drapeau de l'Australie | Drapeau du Canada | Drapeau du Royaume-Uni |
| ----- | --------------------------- | -------- | ------------------------------------- | ------------------------------------- | ------------------------------------- | ------------------------------------- | ------------------------------------- | ------------------------------------- | ------------------------------------- | ------------------------------------- | ------------------------------------- | ------------------------------------- | ------------------------------------- | ------------------------------------- | ------------------------------------- | ------------------------------------- | ------------------------------------- | ---------------------- | ---------------------- | ----------------- | ---------------------- |
| 1991  | 39/Smooth                   | Lockout! |                                       |                                       |                                       |                                       |                                       |                                       |                                       |                                       |                                       |                                       |                                       |                                       |                                       |                                       |                                       | Or                     |                        |                   |                        |
| 1992  | Kerplunk!                   | Lockout! |                                       |                                       |                                       |                                       |                                       |                                       |                                       |                                       |                                       |                                       |                                       |                                       |                                       |                                       |                                       |                        |                        |                   |                        |
| 1994  | Dookie                      | Reprise  | 2                                     | 1                                     | 4                                     | 13                                    |                                       |                                       |                                       | 4                                     | 38                                    |                                       | 32                                    | 5                                     | 1                                     | 6                                     | 13                                    | Diamant                | 4× Platine             | Diamant           | 3× Platine             |
| 1995  | Insomniac                   | Reprise  | 2                                     | 5                                     | 2                                     | 17                                    |                                       |                                       |                                       | 12                                    |                                       |                                       | 12                                    | 22                                    | 5                                     | 8                                     | 8                                     | 2× Platine             |                        | 2× Platine        | Argent                 |
| 1997  | Nimrod                      | Reprise  | 10                                    | 3                                     | 28                                    |                                       | 4                                     |                                       | 43                                    | 31                                    | 34                                    |                                       | 7                                     | 80                                    | 22                                    | 33                                    | 11                                    | 2× Platine             | 3× Platine             | 2× Platine        | Argent                 |
| 2000  | Warning                     | Reprise  | 4                                     | 7                                     | 14                                    |                                       | 2                                     |                                       | 58                                    | 21                                    | 13                                    | 8                                     | 2                                     | 84                                    | 20                                    | 11                                    | 4                                     | Or                     |                        | Platine           | Or                     |
| 2004  | American Idiot              | Reprise  | 1                                     | 1                                     | 1                                     | 6                                     | 1                                     | 4                                     | 4                                     | 3                                     | 1                                     | 5                                     | 3                                     | 4                                     | 2                                     | 1                                     | 1                                     | 5× Platine             | 6× Platine             | 6× Platine        | 6× Platine             |
| 2009  | 21st Century Breakdown      | Reprise  | 1                                     | 2                                     | 1                                     | 2                                     | 1                                     | 1                                     | 1                                     | 1                                     | 1                                     | 1                                     | 1                                     | 4                                     | 1                                     | 1                                     | 1                                     | Or                     | Platine                | 2× Platine        | Or                     |
| 2012  | ¡Uno!                       | Reprise  | 2                                     | 3                                     | 1                                     | 5                                     | 3                                     | 8                                     | 12                                    | 3                                     | 3                                     | 1                                     | 3                                     | 8                                     | 2                                     | 4                                     | 2                                     |                        |                        | Or                | Or                     |
| 2012  | ¡Dos!                       | Reprise  | 9                                     | 10                                    | 3                                     | 11                                    | 12                                    | 20                                    | 24                                    | 4                                     | 11                                    | 4                                     | 8                                     | 13                                    | 5                                     | 8                                     | 10                                    |                        |                        |                   | Argent                 |
| 2012  | ¡Tré!                       | Reprise  | 13                                    | 22                                    | 8                                     | 36                                    | 22                                    | 38                                    | 80                                    | 17                                    | 37                                    | 17                                    | 10                                    | 30                                    | 16                                    | 14                                    | 31                                    |                        |                        |                   | Or                     |
| 2016  | Revolution Radio            | Reprise  | 1                                     | 2                                     | 4                                     | 2                                     | 1                                     | 31                                    | 13                                    | 2                                     | 1                                     | 1                                     | 8                                     | 4                                     | 1                                     | 2                                     | 1                                     | Or                     |                        |                   | Or                     |
| 2020  | Father of All Motherfuckers | Reprise  | 4                                     | 1                                     | 2                                     | 11                                    | 6                                     |                                       | 47                                    | 2                                     | 4                                     | 9                                     | 5                                     | 15                                    | 5                                     | 1                                     | 1                                     |                        |                        |                   | Argent                 |
| 2024  | Saviors                     | Reprise  | 4                                     | 2                                     | 2                                     | 6                                     | 2                                     | 1                                     | 7                                     | 2                                     | 2                                     | 5                                     | 2                                     | 6                                     | 6                                     | 1                                     | 3                                     | Or                     |                        |                   | Or                     |

États-Unis : Or = 100 000 exemplaires, Platine = 200 000 (2x Or), Diamant  (10x Platine) = 10 000 000

Australie : Or = 35 000, Platine = 70 000

Canada : Or = 40 000, Platine = 80 000 (2x Or), Diamant = 800 000 (10x Platine)

Royaume-Uni : Argent = 60 000, Or = 100 000, Platine = 300 000

### Singles
| Année | Chanson                           | Plus haute position dans les palmarès | Plus haute position dans les palmarès | Plus haute position dans les palmarès | Plus haute position dans les palmarès | Plus haute position dans les palmarès | Plus haute position dans les palmarès | Plus haute position dans les palmarès | Plus haute position dans les palmarès | Plus haute position dans les palmarès | Plus haute position dans les palmarès | Plus haute position dans les palmarès | Album                              |
| Année | Chanson                           | USA                                   | Alt.                                  | AUS                                   | BEL                                   | CAN                                   | ALL                                   | IRL                                   | P-B                                   | N-Z                                   | SUE                                   | GBR                                   | Album                              |
| ----- | --------------------------------- | ------------------------------------- | ------------------------------------- | ------------------------------------- | ------------------------------------- | ------------------------------------- | ------------------------------------- | ------------------------------------- | ------------------------------------- | ------------------------------------- | ------------------------------------- | ------------------------------------- | ---------------------------------- |
| 1994  | Longview                          | 36                                    | 1                                     | 33                                    | —                                     | —                                     | —                                     | —                                     | —                                     | —                                     | —                                     | 30                                    | Dookie                             |
| 1994  | Welcome to Paradise               | 56                                    | 7                                     | 44                                    | —                                     | —                                     | —                                     | —                                     | —                                     | 21                                    | —                                     | 20                                    | Dookie                             |
| 1994  | Basket Case                       | 26                                    | 1                                     | —                                     | 49                                    | 12                                    | 18                                    | 11                                    | 39                                    | 21                                    | 3                                     | 6                                     | Dookie                             |
| 1995  | When I Come Around                | 6                                     | 1                                     | 7                                     | —                                     | 3                                     | 45                                    | —                                     | 33                                    | 4                                     | 28                                    | 27                                    | Dookie                             |
| 1995  | She                               | 41                                    | 5                                     | —                                     | —                                     | —                                     | —                                     | —                                     | —                                     | —                                     | —                                     |                                       | Dookie                             |
| 1995  | Geek Stink Breath                 | 27                                    | 3                                     | 40                                    | —                                     | 22                                    | 73                                    | 27                                    | —                                     | 11                                    | 28                                    | 16                                    | Insomniac                          |
| 1995  | Stuck with Me                     | —                                     | —                                     | 46                                    | —                                     | —                                     | —                                     | —                                     | —                                     | 40                                    | —                                     | 24                                    | Insomniac                          |
| 1996  | Brain Stew/Jaded                  | 35                                    | 35                                    | —                                     | 35                                    | —                                     | —                                     | —                                     | —                                     | —                                     | 28                                    | —                                     | Insomniac                          |
| 1996  | Walking Contradiction             | 70                                    | 21                                    | —                                     | —                                     | —                                     | —                                     | —                                     | —                                     | —                                     | —                                     | —                                     | Insomniac                          |
| 1997  | Hitchin' a Ride                   | 59                                    | 5                                     | 26                                    | —                                     | 23                                    | —                                     | —                                     | —                                     | —                                     | —                                     | 25                                    | Nimrod.                            |
| 1997  | Good Riddance (Time of Your Life) | 11                                    | 2                                     | 2                                     | —                                     | 5                                     | —                                     | 30                                    | —                                     | 40                                    | —                                     | 11                                    | Nimrod.                            |
| 1998  | Redundant                         | —                                     | 16                                    | 2                                     | —                                     | —                                     | —                                     | —                                     | —                                     | —                                     | —                                     | —                                     | Nimrod.                            |
| 1999  | Nice Guys Finish Last             | —                                     | 31                                    | —                                     | —                                     | —                                     | —                                     | —                                     | —                                     | —                                     | —                                     | —                                     | Nimrod.                            |
| 2000  | Minority                          | 101                                   | 1                                     | 29                                    | —                                     | —                                     | —                                     | —                                     | —                                     | 39                                    | —                                     | 18                                    | Warning:                           |
| 2000  | Warning                           | 114                                   | 3                                     | 19                                    | —                                     | —                                     | —                                     | —                                     | —                                     | 37                                    | —                                     | 27                                    | Warning:                           |
| 2001  | Waiting                           | —                                     | 26                                    | —                                     | —                                     | —                                     | —                                     | —                                     | —                                     | —                                     | —                                     | 34                                    | Warning:                           |
| 2004  | I Fought the Law                  | —                                     | —                                     | —                                     | —                                     | —                                     | —                                     | —                                     | —                                     | —                                     | —                                     | —                                     | Aucun album                        |
| 2004  | American Idiot                    | 61                                    | 1                                     | 7                                     | —                                     | 1                                     | 28                                    | 12                                    | 37                                    | 7                                     | 18                                    | 3                                     | American Idiot                     |
| 2004  | Boulevard of Broken Dreams        | 2                                     | 1                                     | 5                                     | 58                                    | 1                                     | 13                                    | 2                                     | 25                                    | 5                                     | 2                                     | 5                                     | American Idiot                     |
| 2005  | Holiday                           | 19                                    | 1                                     | 24                                    | —                                     | —                                     | 50                                    | 13                                    | —                                     | 13                                    | 25                                    | 11                                    | American Idiot                     |
| 2005  | Wake Me Up When September Ends    | 6                                     | 2                                     | 13                                    | 53                                    | 1                                     | 22                                    | 13                                    | 44                                    | 10                                    | 21                                    | 8                                     | American Idiot                     |
| 2005  | Jesus of Suburbia                 | —                                     | 27                                    | 24                                    | —                                     | 76                                    | 76                                    | 26                                    | —                                     | 26                                    | —                                     | 17                                    | American Idiot                     |
| 2006  | The Saints Are Coming (avec U2)   | 51                                    | 22                                    | 1                                     | 2                                     | 1                                     | 1                                     | 1                                     | 1                                     | 4                                     | 4                                     | 2                                     | U218 Singles                       |
| 2007  | Working Class Hero                | 53                                    | 10                                    | 18                                    | 68                                    | 18                                    | 26                                    | 39                                    | —                                     | —                                     | 11                                    | 136                                   | Instant Karma                      |
| 2007  | The Simpsons Theme                | 106                                   | —                                     | 61                                    | —                                     | 61                                    | 15                                    | 15                                    | —                                     | —                                     | 34                                    | 19                                    | Aucun album                        |
| 2009  | Know Your Enemy                   | 28                                    | 1                                     | 20                                    | 26                                    | 5                                     | 14                                    | 11                                    | 62                                    | 13                                    | 10                                    | 21                                    | 21st Century Breakdown             |
| 2009  | 21 Guns                           | 22                                    | 3                                     | 14                                    | 19                                    | 35                                    | 13                                    | 21                                    | 89                                    | 3                                     | 8                                     | 36                                    | 21st Century Breakdown             |
| 2009  | East Jesus Nowhere                | —                                     | 17                                    | 71                                    | —                                     | 71                                    | —                                     | —                                     | —                                     | —                                     | —                                     | —                                     | 21st Century Breakdown             |
| 2009  | 21st Century Breakdown            | —                                     | —                                     | —                                     | 65                                    | —                                     | 71                                    | —                                     | —                                     | —                                     | —                                     | —                                     | 21st Century Breakdown             |
| 2010  | Last of the American Girls        | —                                     | 26                                    | —                                     | —                                     | —                                     | —                                     | —                                     | —                                     | —                                     | —                                     | —                                     | 21st Century Breakdown             |
| 2012  | Oh Love                           | 97                                    | 3                                     | 72                                    | 76                                    | 45                                    | 44                                    | —                                     | 88                                    | —                                     | —                                     | —                                     | ¡Uno!                              |
| 2012  | Kill the DJ                       | —                                     | —                                     | 52                                    | —                                     | —                                     | —                                     | —                                     | —                                     | —                                     | —                                     | —                                     | ¡Uno!                              |
| 2012  | Let Yourself Go                   | —                                     | 21                                    | —                                     | —                                     | —                                     | —                                     | —                                     | 99                                    | —                                     | —                                     | —                                     | ¡Uno!                              |
| 2012  | Stray Heart                       |                                       |                                       |                                       |                                       |                                       |                                       |                                       |                                       |                                       |                                       |                                       | ¡Dos!                              |
| 2013  | X-Kid                             |                                       |                                       |                                       |                                       |                                       |                                       |                                       |                                       |                                       |                                       |                                       | ¡Tré!                              |
| 2016  | Bang Bang                         |                                       |                                       |                                       |                                       |                                       |                                       |                                       |                                       |                                       |                                       |                                       | Revolution Radio                   |
| 2016  | Still Breathing                   |                                       |                                       |                                       |                                       |                                       |                                       |                                       |                                       |                                       |                                       |                                       | Revolution Radio                   |
| 2017  | Revolution Radio                  |                                       |                                       |                                       |                                       |                                       |                                       |                                       |                                       |                                       |                                       |                                       | Revolution Radio                   |
| 2017  | Back in the USA                   |                                       |                                       |                                       |                                       |                                       |                                       |                                       |                                       |                                       |                                       |                                       | Greatest Hits: God's Favorite Band |
| 2019  | Father of All...                  |                                       |                                       |                                       |                                       |                                       |                                       |                                       |                                       |                                       |                                       |                                       | Father of All...                   |
| 2020  | Oh Yeah!                          |                                       |                                       |                                       |                                       |                                       |                                       |                                       |                                       |                                       |                                       |                                       | Father of All...                   |
| 2021  | Here comes the Shock              |                                       |                                       |                                       |                                       |                                       |                                       |                                       |                                       |                                       |                                       |                                       | Aucun album                        |
| 2021  | Pollyanna                         |                                       |                                       |                                       |                                       |                                       |                                       |                                       |                                       |                                       |                                       |                                       | Aucun album                        |
| 2021  | Rock and Roll all Nite            |                                       |                                       |                                       |                                       |                                       |                                       |                                       |                                       |                                       |                                       |                                       | Aucun album                        |
| 2023  | The American Dream is Killing Me  |                                       |                                       |                                       |                                       |                                       |                                       |                                       |                                       |                                       |                                       |                                       | Saviors                            |
| 2023  | Look Ma, No Brains                |                                       |                                       |                                       |                                       |                                       |                                       |                                       |                                       |                                       |                                       |                                       | Saviors                            |
| 2023  | Dilemma                           |                                       |                                       |                                       |                                       |                                       |                                       |                                       |                                       |                                       |                                       |                                       | Saviors                            |
| 2024  | One Eyed Bastard                  |                                       |                                       |                                       |                                       |                                       |                                       |                                       |                                       |                                       |                                       |                                       | Saviors                            |
| 2024  | Bobby Sox                         |                                       |                                       |                                       |                                       |                                       |                                       |                                       |                                       |                                       |                                       |                                       | Saviors                            |

### Singles promotionnels
Un single promotionnel est un single distribué gratuitement par les maisons de disques aux radios, disquaires ou encore boites de nuit dans le but de faire la promotion d'un enregistrement avant sa sortie publique. Quelques singles promotionnels ont été édités par Green Day.
| Année | Chanson                          | Album                                             |
| ----- | -------------------------------- | ------------------------------------------------- |
| 1995  | J.A.R.                           | Angus: Music from the Motion Picture              |
| 1995  | 86                               | Insomniac                                         |
| 1998  | Prosthetic Head                  | Nimrod.                                           |
| 2001  | Blood, Sex & Booze               | Warning:                                          |
| 2001  | Macy's Day Parade                | Warning:                                          |
| 2001  | Poprocks & Coke                  | International Superhits!                          |
| 2001  | Maria                            | International Superhits!                          |
| 2002  | Ha Ha You're Dead                | Shenanigans                                       |
| 2010  | When It's Time                   | American Idiot – Original Broadway Cast Recording |
| 2011  | Cigarettes and Valentines (live) | Awesome as Fuck                                   |
| 2011  | 21 Guns (live à Tokyo)           | Awesome as Fuck                                   |

### Chansons non contenues sur les albums
Il existe quelques chansons de Green Day qui ne se retrouvent pas sur les albums studio du groupe. Celles-ci peuvent se trouver en face B de singles, sur des bandes originales de films, sur des compilations ou encore uniquement en téléchargement. Plusieurs d'entre elles ont été regroupées sur la compilation Shenanigans sortie en 2002. La plupart de ces chansons peuvent se trouver sur la compilation The Green Day Collection, section « Bonus Tracks », en vente dans le iTunes Store. La section suivante répertorie ces chansons et le support sur lesquelles elles peuvent être trouvées. Les chansons de Green Day sont séparées des reprises que le groupe a effectué.
Chansons de Green Day
- J.A.R. (Jason Andrew Relva) (1995), sur la bande originale du film Angus et sur la compilation International Superhits!
- Good Riddance (la version originale, 1996) sur le single de Brain Stew / Jaded
- The Ballad of Wilhelm Fink (1999), sur la compilation Short Music for Short People
- Maria (2001), sur la compilation International Superhits! et dans une version légèrement différente sur le single vinyle de Waiting
- Poprocks & Coke (2001), sur la compilation International Superhits!
- Favorite Son (2004), sur la compilation Rock Against Bush, Vol. 2, sur le single de 21 Guns et sur American Idiot: the Original Broadway Cast Recording
- Too Much Too Soon (2004), sur une des versions du single de American Idiot
- Shoplifter (2004), sur une des versions du single de American Idiot
- Governator (2004), sur une des versions du single de American Idiot
- Lights Out (2009), sur le single de Know Your Enemy
- Hearts Collide (2009), sur le single de Know Your Enemy
- When It's Time (2010), sur American Idiot: the Original Broadway Cast Recording [8],[9]
- Suffocate, sur le single de Good Riddance (Time of Your Life) et sur la compilation Shenanigans
- Desensitized, sur le single de Good Riddance (Time of Your Life) et sur la compilation Shenanigans
- You Lied, sur le single de Good Riddance (Time of Your Life) et sur la compilation Shenanigans
- Don't Wanna Fall in Love, sur le single de Geek Stink Breath et sur la compilation Shenanigans
- Espionage, sur lesingle de Hitchin' a Ride et sur la compilation Shenanigans
- Scumbag, sur le single de Warning et sur la compilation Shenanigans
- Sick of Me, sur le single de Hitchin' a Ride et sur la compilation Shenanigans
- Rotting, sur le single de Good Riddance (Time of Your Life) et sur la compilation Shenanigans
- Do Da Da, sur le single de Brain Stew / Jaded et sur la compilation Shenanigans
- On the Wagon, sur le single de Basket Case et sur la compilation Shenanigans
- Ha Ha You're Dead, sur la compilation Shenanigans

Reprises
- C Yo Yus, reprise de Fifteen pour l'album hommage à ce groupe[10]
- I Don't Want to Know if You Are Lonely (2000), reprise de Hüsker Dü, sur une des versions du single de Warning
- I Fought the Law (2004), reprise de Sonny Curtis, sortie seulement sous  format numérique
- The Saints Are Coming (2006), reprise des Skids enregistrée avec U2, sur le single du même nom
- Working Class Hero (2007), reprise de John Lennon, sur la compilation Instant Karma / Make Some Noise
- The Simpsons Theme (2007), reprise du thème du générique de Les Simpson pour la bande originale du film The Simpsons Movie, sortie seulement sous format numérique
- A Quick One, While He's Away (2009), reprise de The Who, sur certaines versions de l'album 21st Century Breakdown
- Another State of Mind (2009), reprise de Social Distortion, sur certaines versions de l'album 21st Century Breakdown
- That's All Right (2009), reprise de Elvis Presley, sur certaines versions de l'album 21st Century Breakdown
- Like a Rolling Stone (2009), reprise de Bob Dylan, sur certaines versions de l'album 21st Century Breakdown
- Outsider, reprise des Ramones, du single de Warning et sur la compilation Shenanigans
- I Want to Be on TV, reprise de Fang, sur le single de Geek Stink Breath et sur la compilation Shenanigans
- Tired of Waiting for You, reprise des Kinks, sur le single de Basket Case et sur la compilation Shenanigans

## Enregistrements live

### Albums
| Année | Album             | Label   | Plus haute position dans les palmarès | Plus haute position dans les palmarès | Plus haute position dans les palmarès | Plus haute position dans les palmarès | Plus haute position dans les palmarès | Plus haute position dans les palmarès | Plus haute position dans les palmarès | Plus haute position dans les palmarès | Plus haute position dans les palmarès | Plus haute position dans les palmarès | Plus haute position dans les palmarès | Plus haute position dans les palmarès | Plus haute position dans les palmarès | Plus haute position dans les palmarès | Plus haute position dans les palmarès | Plus haute position dans les palmarès | Plus haute position dans les palmarès | Plus haute position dans les palmarès | Certifications | Certifications         | Certifications | Certifications |
| Année | Album             | Label   | [ 11 ]                                | [ 12 ]                                | [ 13 ]                                | [ 14 ]                                | [ 15 ]                                | [ 16 ]                                | [ 17 ]                                | [ 18 ]                                | [ 19 ]                                | [ 20 ]                                | [ 21 ]                                | [ 22 ]                                | [ 23 ]                                | [ 24 ]                                | [ 25 ]                                | [ 26 ]                                | [ 27 ]                                | [ 28 ]                                | [ 29 ]         | Drapeau de l'Australie | [ 30 ]         | [ 31 ]         |
| ----- | ----------------- | ------- | ------------------------------------- | ------------------------------------- | ------------------------------------- | ------------------------------------- | ------------------------------------- | ------------------------------------- | ------------------------------------- | ------------------------------------- | ------------------------------------- | ------------------------------------- | ------------------------------------- | ------------------------------------- | ------------------------------------- | ------------------------------------- | ------------------------------------- | ------------------------------------- | ------------------------------------- | ------------------------------------- | -------------- | ---------------------- | -------------- | -------------- |
| 2005  | Bullet in a Bible | Reprise | 8                                     | 8                                     | 5                                     | 34                                    | 3                                     | 15                                    | 21                                    | 21                                    | 15                                    | 8                                     | 8                                     | 11                                    | 26                                    | 5                                     | 30                                    | 7                                     | 11                                    | 6                                     |                | Platine                |                | Platine        |
| 2011  | Awesome as Fuck   | Reprise | 14                                    | 69                                    | 8                                     | 19                                    | 12                                    | 9                                     | 9                                     | 16                                    | 5                                     | 9                                     | 4                                     | 11                                    | 9                                     | 5                                     | 4                                     | 9                                     | 11                                    | 14                                    |                |                        |                |                |

## Vidéoclips
| Année | Titre                                    | Réalisateur                           |
| ----- | ---------------------------------------- | ------------------------------------- |
| 1994  | Longview                                 | Mark Kohr                             |
| 1994  | Basket Case                              | Mark Kohr                             |
| 1994  | When I Come Around (live à Woodstock 94) | ?                                     |
| 1994  | When I Come Around                       | Mark Kohr                             |
| 1995  | Geek Stink Breath                        | Mark Kohr                             |
| 1995  | Stuck with Me                            | Mark Kohr                             |
| 1995  | Brain Stew / Jaded                       | Kevin Kerslake                        |
| 1996  | Walking Contradiction                    | Roman Coppola                         |
| 1997  | Hitchin' a Ride                          | Mark Kohr                             |
| 1997  | Good Riddance (Time of Your Life)        | Mark Kohr                             |
| 1998  | Redundant                                | Mark Kohr                             |
| 1998  | Nice Guys Finish Last                    | Evan Bernard                          |
| 1999  | Last Ride In                             | Lance Bangs                           |
| 2000  | Minority                                 | Evan Bernard                          |
| 2000  | Warning                                  | Francis Lawrence                      |
| 2001  | Waiting                                  | Marc Webb                             |
| 2001  | Macy's Day Parade                        | Mark Kohr                             |
| 2004  | American Idiot                           | Samuel Bayer,                         |
| 2004  | Boulevard of Broken Dreams               | Samuel Bayer,                         |
| 2005  | Holiday                                  | Samuel Bayer,                         |
| 2005  | Wake Me Up When September Ends           | Samuel Bayer,                         |
| 2005  | St. Jimmy (live)                         | Samuel Bayer,                         |
| 2005  | Jesus of Suburbia                        | Samuel Bayer,                         |
| 2006  | The Saints Are Coming (avec U2)          | Chris Milk                            |
| 2007  | Working Class Hero                       | Samuel Bayer                          |
| 2009  | Know Your Enemy                          | Mathew Cullen                         |
| 2009  | 21 Guns                                  | Marc Webb                             |
| 2009  | East Jesus Nowhere                       | Chris Dugan et M. Douglas Silverstein |
| 2009  | 21st Century Breakdown                   | Marc Webb,                            |
| 2010  | Last of the American Girls               | Marc Webb,                            |
| 2011  | Cigarettes and Valentines                |                                       |
| 2012  | Oh Love                                  |                                       |
| 2012  | Kill the DJ                              |                                       |

## Vidéographie
| Année | Titre                      | Label        |
| ----- | -------------------------- | ------------ |
| 2001  | International Supervideos! | Reprise      |
| 2003  | Riding in Vans with Boys   | Resting Bird |
| 2005  | Bullet in a Bible          | Reprise      |
| 2011  | Awesome as Fuck            | Reprise      |